# Torre WOR TV
La Torre WOR TV (en inglés, WOR TV Tower) era una torre de celosía 760 pies (231,6 m) utilizada para la transmisión de FM y TV en North Bergen, Nueva Jersey, EE. UU. La torre de 420 toneladas fue construida en 1949. En el momento de su construcción, era la décima estructura hecha por el hombre más alta del mundo. A principios de 1953, las transmisiones de televisión se trasladaron al Empire State Building, pero la torre permaneció. El 8 de noviembre de 1956, la parte superior de la torre fue golpeada por un pequeño avión, que derribó la parte superior y mató a seis personas. Posteriormente, la torre fue desmantelada.